# Antonio Santarsiero Rosa
Antonio Santarsiero Rosa OSI (* 13. Juni 1951 in Avigliano, Italien) ist Bischof von Huacho.

## Leben
Antonio Santarsiero Rosa trat 1973 der Ordensgemeinschaft der Oblaten des Heiligen Joseph bei. Er studierte Philosophie und Theologie an der Facultad de Teología Pontificia y Civil in Lima. Am 14. Juni 1980 empfing er die Priesterweihe.
Papst Johannes Paul II. ernannte ihn am 13. Juni 2001 zum Prälaten von Huari. Der Erzbischof von Lima, Juan Luis Kardinal Cipriani Thorne, spendete ihm am 12. August desselben Jahres die Bischofsweihe; Mitkonsekratoren waren Rino Passigato, Apostolischer Nuntius in Peru, und Dante Frasnelli Tarter OSI, emeritierter Prälat von Huari.
Am 4. Februar 2004 wurde er zum Bischof von Huacho ernannt und am 25. April desselben Jahres in das Amt eingeführt. 